# Galdakao
Galdakao város Spanyolországban,  Bizkaia tartományban. Galdakao Bilbao, Zamudio, Lezama, Larrabetzu, Zornotza, Lemoa, Bedia, Zeberio, Zaratamo, Basauri és Etxebarri községekkel határos. Lakosainak száma 24 774 fő (2024).

## Népesség
A település népessége az utóbbi években az alábbiak szerint változott:
| Lakosok száma | 29 530 | 29 603 | 29 183 | 29 226 | 29 130 | 29 351 | 29 334 | 29 326 | 29 285 | 24 774 |
|               | 2001   | 2004   | 2007   | 2009   | 2012   | 2014   | 2017   | 2019   | 2022   | 2024   |